# Werdener Nachrichten
Die Wochenzeitung Werdener Nachrichten aus dem Essener Stadtteil Werden wurde 1850 gegründet. Sie sieht sich als älteste Zeitung des Ruhrgebiets. Bei den Werdener Nachrichten handelt es sich um eines der seltenen Beispiele einer lokalen Wochenzeitung, die nicht als kostenloses Anzeigenblatt verteilt, sondern verkauft wird. Die verkaufte Auflage beträgt 1856 Exemplare, ein Minus von 67,1 Prozent seit 1998. Das Blatt gehört zur Funke Mediengruppe.

## Geschichte
Die Werdener Nachrichten wurden 1850 vom Holsteiner Drucker Wilhelm Flügge als Werdener-Kettwiger Wochenblatt gegründet und 1851 in Gemeinnütziges Wochenblatt und Allgemeiner Anzeiger für Werden und Kettwig umbenannt. Nach einem Zwischenschritt als Neue Ruhr-Zeitung trug das Blatt von 1871 bis 1938 den Namen Werdener Zeitung. Auf Flügge Senior war nach dessen Tod 1893 Wilhelm Flügge junior als Eigentümer gefolgt. Die anfangs zwei Mal in der Woche erscheinende Zeitung brachte von Beginn an Nachrichten aus aller Welt, Unterhaltung und vor allem Anzeigen, jedoch nur wenig Lokales. Das Blatt erschien seit spätestens Ende der 1920er Jahre täglich außer sonntags. 1938 wurde die Zeitung von einem anderen Verlag übernommen und 1941 eingestellt. Diese kriegswirtschaftlich begründete Einstellung erfolgte zugunsten der Werdener Allgemeinen Zeitung, einer Nebenausgabe der nationalsozialistischen Essener Allgemeinen Zeitung aus der Essener Verlagsanstalt.
Nach dem Verbot der Zeitung durch den Nationalsozialismus, das auch von den britischen Besatzungsbehörden aufrechterhalten wurde, gründete Ernst Möller im Sommer 1948 das Werdener Anzeigenblatt für Stadt und Land, ein damals typisches Wochenblatt zur Veröffentlichung amtlicher lokaler Bekanntmachungen und Anzeigen. Ab 8. Oktober hieß die Zeitung Werdener Nachrichten für Stadt und Land.
Indem für die Werdener Nachrichten weder durch einen gemeinsamen Verlag (Verleger Ernst Möller statt Wilhelm Flügge), gemeinsame Inhalte (Lokales statt Überregionales), dieselbe Erscheinungsweise (wöchentlich statt täglich) oder denselben Namen (Werdener Nachrichten statt Werdener Zeitung) eine Beziehung zum 1850 gegründeten Vorgängerblatt nachgewiesen ist, können die Werdener Nachrichten auf keine wirkliche mehr als 150-jährige Traditionslinie zurückblicken, sondern es handelt sich um eine sogenannte (bei Zeitungen jedoch übliche) "falsche Tradition". Allerdings verfügt die Zeitung über das rund 150 Jahre zurückreichende Zeitungsarchiv aller Vorgängerzeitungen. Dies lässt zumindest auf eine kontinuierliche und verbindliche Übergabe schließen.
1959 erfolgte der Verkauf der Zeitung an die Brüder Walter und Franz-Josef Wimmer, die im Essener Stadtteil Borbeck bereits die Borbecker Nachrichten herausgaben.
Im Jahr 2000 verkaufte der Eigentümer Walter Wimmer die Zeitung an die WAZ-Mediengruppe. Dies geschah zwar aus Altersgründen, Wimmer war jedoch zuvor von der WAZ durch eine aggressive Expansionspolitik mürbe gemacht worden: Nachdem der Verlag bereits Mitte der 1980er Jahre einen Teil der Anteile der Werdener Nachrichten erworben hatte, verschärfte er Ende der 1990er Jahre den Wettbewerb durch Gründung von Lokalausgaben der Westdeutschen Allgemeinen Zeitung und eines lokalen Anzeigenblattes, um die beiden Blätter Borbecker Nachrichten und Werdener Nachrichten komplett übernehmen zu können. Walter Wimmer bezeichnete das Verhalten der WAZ-Mediengruppe in der Wochenzeitung Die Zeit als "nackte Gewalt".

## Auflage
Die Werdener Nachrichten gehören zu den deutschen Wochenzeitungen mit den größten Auflagenverlusten der vergangenen Jahre. Die verkaufte Auflage ist in den vergangenen 10 Jahren um durchschnittlich 3,4 % pro Jahr gesunken. Im vergangenen Jahr hat sie um 2,5 % abgenommen. Sie beträgt gegenwärtig 1856 Exemplare. Der Anteil der Abonnements an der verkauften Auflage liegt bei 71,4 Prozent. 
| 1998 | 1999 | 2000 | 2001 | 2002 | 2003 | 2004 | 2005 | 2006 | 2007 | 2008 | 2009 | 2010 | 2011 | 2012 | 2013 | 2014 | 2015 | 2016 | 2017 | 2018 | 2019 | 2020 | 2021 | 2022 | 2023 | 2024 |
| ---- | ---- | ---- | ---- | ---- | ---- | ---- | ---- | ---- | ---- | ---- | ---- | ---- | ---- | ---- | ---- | ---- | ---- | ---- | ---- | ---- | ---- | ---- | ---- | ---- | ---- | ---- |
| 5635 | 5233 | 4677 | 4668 | 4200 | 4031 | 3859 | 3648 | 3536 | 3421 | 3317 | 3157 | 3059 | 2965 | 2864 | 2750 | 2635 | 2529 | 2411 | 2257 | 2206 | 2138 | 2115 | 2039 | 1923 | 1903 | 1856 |